# Libor Fryč
Libor Fryč (* 14. února 1967) je bývalý český fotbalista, záložník.

## Fotbalová kariéra
V československé a české lize hrál za Baník Ostrava, SK Hradec Králové, SK Dynamo České Budějovice a SK Slavia Praha. V československé lize nastoupil v 106 utkáních a dal 7 gólů. Dále hrál ve druhé lize za SFC Opava, FK Baník Havířov, Slováckou Slavii Uherské Hradiště, Fotbal Frýdek-Místek a Fotbal Třinec. V evropských pohárech nastoupil ve 3 utkáních.

## Ligová bilance
| Ročník                                   | Zápasy | Góly | Klub                       |
| ---------------------------------------- | ------ | ---- | -------------------------- |
| 1. československá fotbalová liga 1987/88 | 10     | 0    | Baník Ostrava              |
| 1. československá fotbalová liga 1988/89 | 13     | 1    | Baník Ostrava              |
| 1. československá fotbalová liga 1989/90 | 7      | 1    | Baník Ostrava              |
| 1. československá fotbalová liga 1990/91 | 15     | 1    | SK Hradec Králové          |
| 1. československá fotbalová liga 1991/92 | 13     | 0    | SK Hradec Králové          |
| 1. československá fotbalová liga 1991/92 | 13     | 1    | SK Dynamo České Budějovice |
| 1. československá fotbalová liga 1992/93 | 22     | 3    | SK Dynamo České Budějovice |
| 1. česká fotbalová liga 1993/94          | 7      | 0    | SK Dynamo České Budějovice |
| 1. česká fotbalová liga 1993/94          | 6      | 0    | SK Slavia Praha            |
| CELKEM                                   | 106    | 7    |                            |